# Tonči Gulin
Tonči Gulin, conosciuto in America con il nome Tony (Spalato, 1938 – 26 agosto 1999), è stato un calciatore jugoslavo, di ruolo attaccante.

## Carriera

### Club
In forza al RNK Spalato, retrocede con i suoi nella serie cadetta jugoslava nella Prva Liga 1957-1958, dopo aver perso lo spareggio contro il Budućnost. Con il suo club vince il girone ovest della Druga Liga 1959-1960, ritornando così in massima serie. Dopo una nuova retrocessione in cadetteria al termine della Prva Liga 1960-1961, gioca altre due stagioni nella Druga Liga prima di retrocedere nuovamente in terza serie alla fine del Druga Liga 1962-1963. Durante la sua permanenza al RNK Spalato formava con il compagno di squadra Branko Kraljević una apprezzata coppia d'attacco.
Nel 1963 si trasferisce al Rijeka, nella massima serie jugoslava. Con il club del Quarnaro ottiene due quarti posti nelle stagioni 1964-1965, campionato in cui giunse secondo nella classifica marcatori, e 1965-1966. Con il Rijeka partecipa alla Coppa Piano Karl Rappan 1965-1966, con cui ottiene il quarto e ultimo posto nel girone B1.
Nel 1968 si trasferisce in America per venire ingaggiato dagli statunitensi del Boston Beacons, con cui disputa la prima edizione della North American Soccer League. Gulin con i Beacons chiuse la stagione al quinto ed ultimo posto della Atlantic Division.
Nella stagione 1969-1970 torna al Rijeka, retrocesso in cadetteria. Con la sua squadra raggiunse le semifinali degli spareggi promozione.
Nel 1970 si trasferisce in Germania per giocare con i cadetti del Saarbrücken.

### Nazionale
Gulin ha giocato tre incontri con la nazionale Under-23 jugoslava.

## Palmarès
- Druga Liga: 1

RNK Spalato: 1959-1960 (Girone Ovest)